# Castello di Beaufort
Beaufort o Belfort (in arabo قلعة الشقيف‎?, Qal'at al-Shaqīf, in ebraico מבצר הבופור‎?, Mivtsār hāBōfōr) è una fortezza crociata, sita nel governatorato di Nabatiye, nel meridione del Libano, circa 1 chilometro a sud-sud-est del villaggio di Arnoun, situato circa 700 metri di altezza sopra il fiume Leonte.
Beaufort è uno dei pochi casi in cui un castello medievale ha mostrato una sua valenza militare e utilità anche nelle guerre moderne, come mostra la sua storia nel tardo XX secolo.

## Denominazione
Il castello è stato chiamato bel fort o beau fort (francese per "bella fortezza") dai crociati che lo occuparono nel XII secolo.
Il suo nome arabo Qal'at al-Shaqīf significa "castello dell'alta roccia" (shaqif è la parola siriaca per "alta roccia").
Il nome completo del castello è in arabo قلعة الشقيف ارنون‎?, Qal'at al-Shaqīf Arnūn, una combinazione della parola araba qal'at "castello" e del siriaco shqif arnoun.
Il castello a volte è anche indicato come Beaufort Castle (in arabo قصر البوفورت‎?, Qaṣr al-Būfūrt).

## Storia
Poco si sa del sito prima della sua conquista da parte delle forze dei crociati nel 1139, anche se gli storici suppongono, per la sua posizione strategica in cima ad una collina alta 700 metri, che esistessero delle strutture anche in epoca precedente. Il castello fu preso da re Folco che lo affidò ai signori di Sidone. Nel 1189 la roccaforte fu presa d'assedio da Saladino. Reginaldo di Sidone, che la difendeva, riuscì a ritardare la conquista con l'inganno ma, alla fine il castello fu occupato da Saladino nel 1190. I crociati ripresero la fortezza nel 1240 che poi fu venduta ai cavalieri templari dal nipote di Reginaldo, Giuliano de Grenier, nel 1260. Nel 1268 il sultano mamelucco Baybars espugnò il castello, che godette di una relativa calma nel corso del XIV XV e XVI secolo.
Nel XVII secolo Fakhr al-Din II integrò il castello nella sua rete di fortificazioni. Fakhr al-Dīn II, fu sconfitto dagli Ottomani, che distrussero la parte superiore del castello. L'area è stata governata da famiglie feudali fino al 1769. Nel 1782 il governatore di San Giovanni d'Acri assediò il castello, lo conquistò e distrusse molte delle restanti fortificazioni. Il terremoto in Galilea del 1837 distrusse molte parti del castello, che fu utilizzato come cava e ricovero per le pecore.
Il restauro del castello è iniziato con il mandato francese sul Libano nel 1920 e proseguito con l'indipendenza del Libano nel 1943. La posizione strategica del castello, che offre una vista di gran parte del Libano meridionale e del nord di Israele, ne ha fatto un punto focale per i recenti conflitti. Dal 1976 in poi, durante la guerra civile libanese, il castello era tenuto dall'Organizzazione per la Liberazione della Palestina (OLP), che lo utilizzava per lanciare razzi nel nord di Israele. Tra il 1976 ed il 1980 le posizioni OLP sul castello sono state attaccate decine di volte dalle forze israeliane.
Il 6 giugno 1982, all'inizio della guerra del Libano, le posizioni OLP sul castello di Beaufort sono state pesantemente bombardate dagli israeliani prima di essere catturate dalle Forze di difesa israeliane (IDF) il 7 giugno 1982 nella Battaglia del Beaufort. I combattimenti hanno causato danni al castello.
Tra il 1982 e il 2000, il castello di Beaufort e le zone circostanti sono state utilizzate come base e posto di osservazione dalle IDF. In questo periodo Hezbollah, bombardando e lanciando di razzi, ha danneggiato porzioni del castello. Anche le Israeli Defense Forces hanno effettuato una notevole demolizione del sito prima di ritirarsi dall'area nel maggio 2000.

## Finzione
Nel 2007 è uscito un film israeliano, candidato all'Oscar: Beaufort, diretto da Joseph Cedar. Riguarda un resoconto fittizio delle ultime settimane di occupazione dell'avamposto di Beaufort da parte dell'esercito israeliano.

## Galleria d'immagini

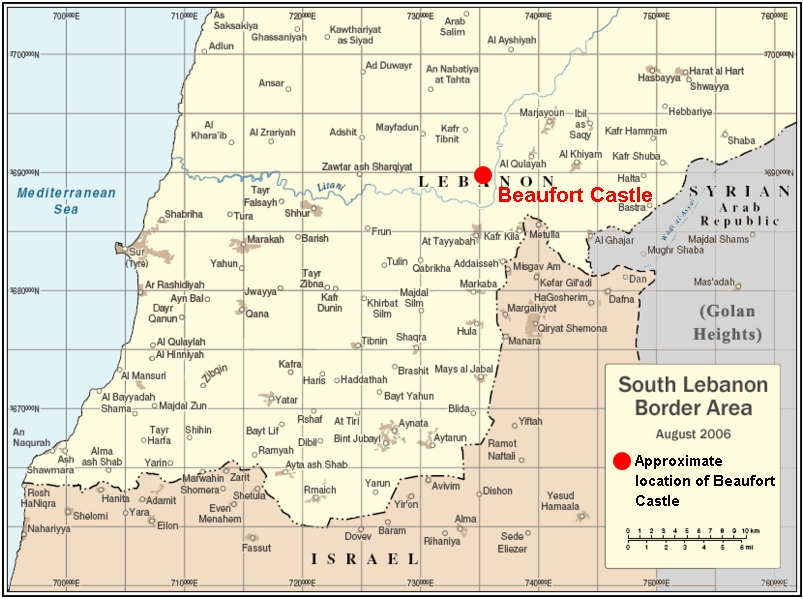
Localizzazione del castello di Beaufort, in Libano.
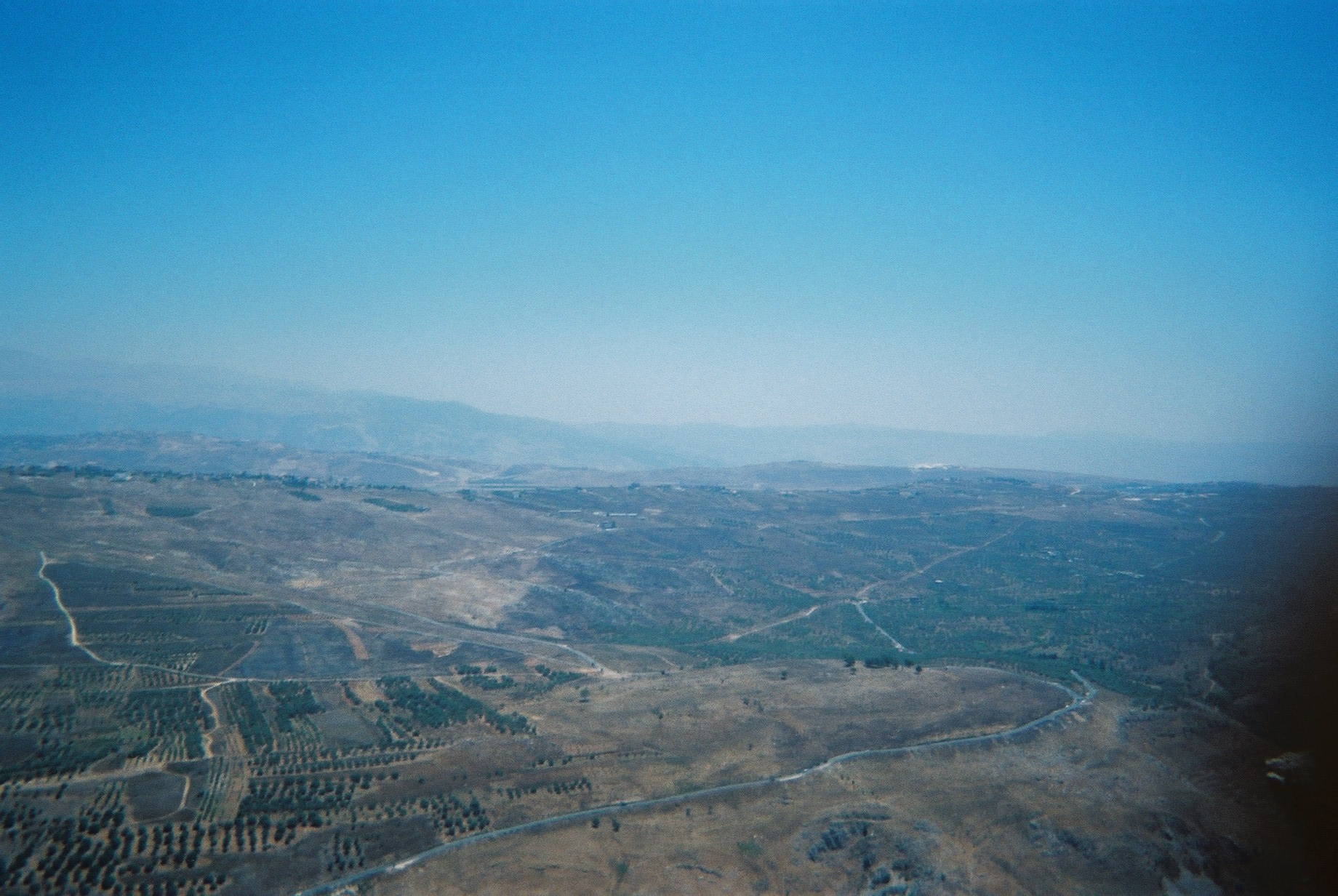
Una vista dall'alto del castello di Beaufort.
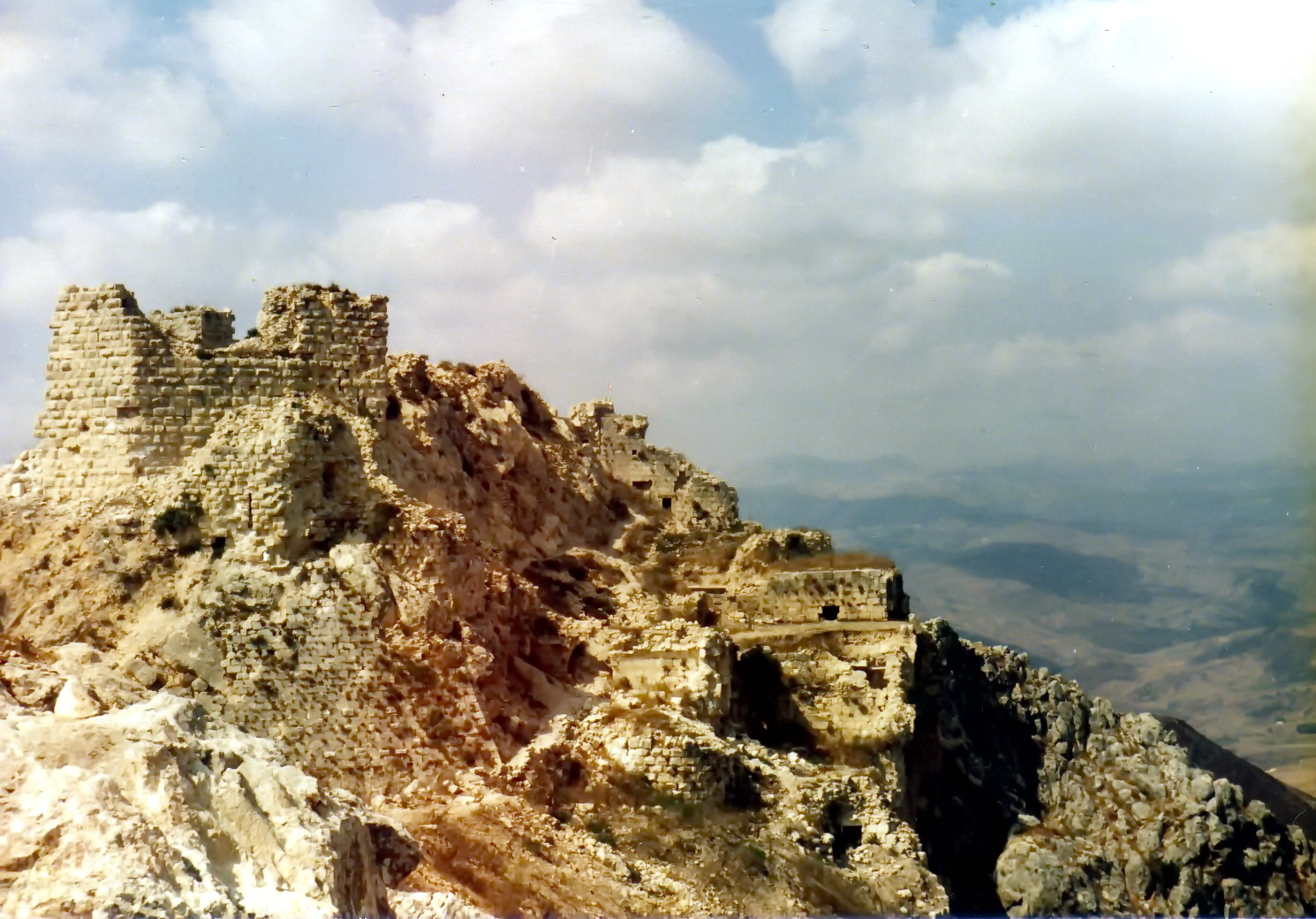
Castello di Beaufort, 1982.
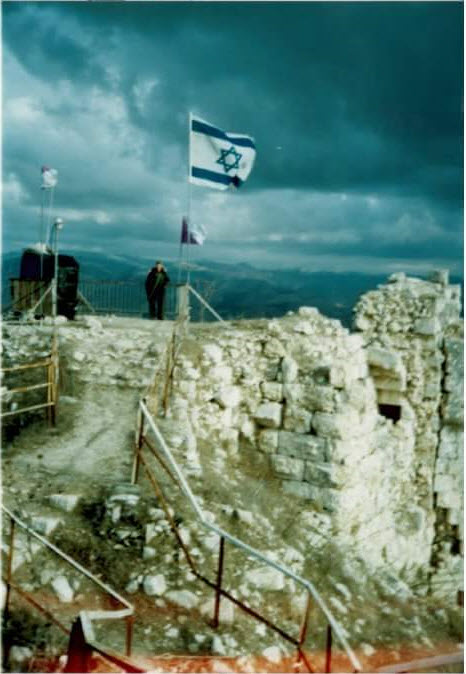
Guarnigione israeliana al castello di Beaufort prima del ritiro del 2000